# فاطمة (فلم 2020)
فاطمة (بالبرتغالية: Fátima) هو فيلم درامي ديني لعام 2020 قادم من إخراج ماركو بونتيكورفو. ومن بطولة خواكيم دي ألميدا وغوران فيشنيتش وهارفي كيتل وسونيا براغا وستيفاني جيل ولوسيا مونيز. يعرض الفيلم الأغنية الأصلية "Gratia Plena"، التي يؤديها أندريا بوتشيلي وألّفها الملحن الإيطالي باولو بونفينو.

## الأدوار
- خواكيم دي ألميدا بدور الأب فيريرا.
- غوران فيشنيتش بدور أرتورو .[3]
- ستيفاني جيل بدور لوسيا دوس سانتوس[4]
- أليخاندرا هوارد بدور ابن عم لوسيا جاسينتا مارتو.
- خورخي لاميلاس بدور ابن عم لوسيا فرانسيسكو مارتو.[4]
- لوسيا مونيز بدور ماريا روزا
- ماركو دالميدا بدور أنطونيو.
- جوانا ريبيرو بدور مريم العذراء
- سونيا براغا بدور لوسيا دوس سانتوس.[4]
- هارفي كيتل بدور كأستاذ نيكولز.[5]

## الإصدار
كان من المقرر إطلاق الفيلم في 24 أبريل ، ولكن تم تأجيله بسبب جائحة فيروس كورونا 2019–20. لذلك من المقرر أن يصدر الفيلم في 14 أغسطس 2020 بواسطة دار السينما Picturehouse.

## وصلات خارجية
- مقالات تستعمل روابط فنية بلا صلة مع ويكي بيانات
- الموقع الرسمي
- فاطمة  في قاعدة بيانات الأفلام على الإنترنت (بالإنجليزية)